# Agriornis murinus
Agriornis murinus е вид птица от семейство Tyrannidae. Видът е незастрашен от изчезване.

## Разпространение
Разпространен е в Аржентина, Боливия, Парагвай и Уругвай.